# Nicholas Carew (Politiker, um 1567)
Sir Nicholas Carew (Geburtsname: Nicholas Throckmorton) (* um 1567; † vor 25. Februar 1644) war ein englischer Adliger und Politiker.

## Herkunft und Jugend
Nicholas Carew wurde als Nicholas Throckmorton als fünfter Sohn des Diplomaten Sir Nicholas Throckmorton und dessen Frau Anne, einer Tochter von Sir Nicholas Carew geboren. Zu seinen Geschwistern gehörten Arthur Throckmorton und seine Schwester Elizabeth, die heimlich Walter Raleigh heiratete. Sein Vater war bereits 1571 gestorben und hatte ihm £ 500 hinterlassen. Er wuchs wahrscheinlich auf dem Familiengut in Paulerspury in Northamptonshire auf, bis seine Mutter 1587 starb.

## Frühe Jahre als mittelloser jüngerer Sohn
Als jüngerer Sohn war für Nicholas keine bestimmte Laufbahn vorbestimmt. Ihm wurde von seinem Bruder eine jährliche Pension von £ 40 gewährt, und Carew begann vor 1588 eine Reise nach Italien. 1590 wird er in Padua erwähnt, und spätestens 1596 kehrte er nach England zurück, wo er anscheinend in Surrey lebte. 1597 bestimmte ihn sein reicher, unverheirateter Onkel Sir Francis Carew zu seinem Erben. 1599 heiratete er Mary More, deren Vater Sir George More zur Gentry von Surrey gehörte und ein Freund seines Onkels war. 1601 wurde er wohl durch die Vermittlung seines Schwagers Walter Raleigh als Abgeordneter für Lyme Regis gewählt. Ab 1603 diente er als Friedensrichter für Surrey und im Juni 1603 wurde er in Beddington, dem Wohnsitz seines Onkels Sir Francis Carew, zum Ritter geschlagen. Zu dieser Zeit war er hoch verschuldet, und angesichts seiner geringen Einkünfte musste er seinen Schwiegervater um finanzielle Unterstützung bitten.

## Aufstieg zum wohlhabenden Mitglied der Gentry
Nach dem Tod seines Onkels am 16. Mai 1611 erbte Nicholas Throckmorton trotz der Proteste seines Cousins Sir Francis Darcy und anderer Verwandter Beddington Place und den Großteil der Besitzungen seines Onkels, wodurch er zu einem reichen Landbesitzer wurde. Zudem nahm er als Haupterbe seines Onkels dessen Familiennamen Carew an. 1613 erwarb er von seinem Schwiegervater das einträgliche Amt des Chamberlain of the Exchequer. Kurz danach konnte er von seinem Cousin Darcy das Gut von Walton-on-the-Hill in Staffordshire kaufen, das dieser als Erbe seines Onkels erhalten hatte. Darcy bot dem inzwischen verwitweten Carew auch die Hand seiner Tochter an, doch Carew heiratete stattdessen 1618 eine wohlhabende Kaufmannswitwe aus London, die eine Mitgift von £ 6000 mit in die Ehe brachte. Im Dezember 1620 wurden Carew und George More als Knights of the Shire für Surrey ins Parlament gewählt. Im House of Commons war Carew nur wenig aktiv. Bei der Wahl 1624 kandidierte Carew nicht mehr, stattdessen wurde mit Mores Unterstützung sein ältester Sohn Francis Carew als Abgeordneter für Haslemere gewählt.

## Letzte Jahre und Tod
Carew selbst übernahm noch einige lokale Ämter, spielte aber politisch offenbar keine Rolle mehr. Obwohl seine jährlichen Einkünfte aus seinen Besitzungen auf £ 1000 geschätzt wurden, hinterließ er bei seinem Tod £ 4000 Schulden. Sein Sohn Francis musste 1630 wegen seiner eigenen Schulden vor seinen Gläubigern ins Ausland fliehen. Carew wurde am 25. Februar 1644 in der Kirche von Beddington beigesetzt.

## Ehen und Nachkommen
Aus seiner ersten Ehe mit Mary More aus Loseley hatte Carew fünf Söhne und Töchter. In zweiter Ehe heiratete Carew am 14. August 1616 Susan Bright († 1633), die Witwe des Londoner Kaufmanns Henry Butcher. Mit ihr hatte er einen Sohn und eine Tochter. Carew hinterließ offenbar kein Testament, und sein ältester Sohn Francis wurde sein Haupterbe.